# Ange mémoire
Ange mémoire (titre original : Memory Wire) est un roman de science-fiction de l'écrivain canadien Robert Charles Wilson publié aux États-Unis en 1987 et en France en 2008.

## Éditions
- Memory Wire, Bantam Books, 1er décembre 1987, 219 p.  (ISBN 0553268538)
- Ange mémoire, Gallimard, coll. « Folio SF » no 303, 10 avril 2008, trad. Gilles Goullet, 336 p.  (ISBN 978-2070343492)